# RAB MIDNIGHT TRAIN
RAB MIDNIGHT TRAIN（アールエービー ミッドナイト トレイン）は、青森放送ラジオで放送されていた番組の帯の名称。

## 概要
2001年に平日の27時（翌日の午前3時）台に再放送番組3番組を含む5番組を放送する形でスタート。（これに伴い、TBSラジオ制作で全国のJRN系列で放送されていたBe@t B@by!!のネット放送を取りやめた。）

これは、青森放送で2000年10月にニッポン放送のallnightnippon SUPER!のネット放送を開始したことにより、それまで放送されていたローカル番組がナイターインによりそれまでの時間帯で放送できなくなったために、この時間の放送枠を設けたものである。（同じようにallnightnippon SUPER!のネットによって放送時間帯などが変わった番組にはナイトブリッジ・フォー・ユーや、金曜ワラッターなどがある。）
しかし、ナイターオフになるとすべての番組が再放送になることがあったため、実質再放送枠のようなものになってしまった。
2003年4月にこの放送枠は28時台へ移動し、27時台はTBSラジオのJUNKをネットした。その際に、再放送枠は月･火曜日の2番組にし、水～金曜日は「あさ4時ほっとミュージック」を放送した。
2003年10月に27時台にJUNKの後枠となるB-JUNKがスタートすると、B-JUNKを月･火曜日のみ放送し、水～金曜日は「3時のRABほっとミュージック」を放送した。28時台はあなたへモーニングコールを再びネットした。
2004年4月の改編でB-JUNK、あなたにモーニングコールともに月～金曜日までネットをするようになり、この時間帯のローカル枠は消滅した。

## 放送されていた番組
- 月曜日「原口太平のえんかの達人」（日曜夜放送の再放送）
- 火曜日「映画音楽シアター」（日曜午前放送の再放送）
- 水曜日「たかこれくしょん」

ナイターオフシーズンは日曜夜に「DAYOFFたかこれくしょん」として放送されていたものの再放送で、ナイターシーズンはこの時間のみの放送。また当初は月1回の放送であった（後にレギュラーで通年放送）。
- 木曜日「唄っこいいもの」（土曜早朝放送の再放送）
- 金曜日「倶楽部Time Walker」

この時間帯での放送開始当初はこの時間帯のみの放送だったが、2002年4月～2003年3月までは青森放送局と野辺地中継局のみでは土曜16:00～17:00で放送されていたので、この時間帯では土曜夕方に放送されていたものの再放送となった。（その他の放送局･中継局ではこの時間帯のみの放送だった。）